# Ascou
Ascou ist eine französische Gemeinde mit 115 Einwohnern (Stand 1. Januar 2022) im Département Ariège in der Region Okzitanien. Sie gehört zum Arrondissement Foix und zum Kanton Haute-Ariège.
Nachbargemeinden sind Sorgeat im Norden, La Fajolle im Nordosten, Mijanès im Osten, Orlu im Süden, Orgeix im Südwesten und Ax-les-Thermes im Westen.

## Bevölkerungsentwicklung
| Jahr      | 1962 | 1968 | 1975 | 1982 | 1990 | 1999 | 2008 | 2019 |
| --------- | ---- | ---- | ---- | ---- | ---- | ---- | ---- | ---- |
| Einwohner | 136  | 114  | 120  | 81   | 96   | 102  | 129  | 120  |

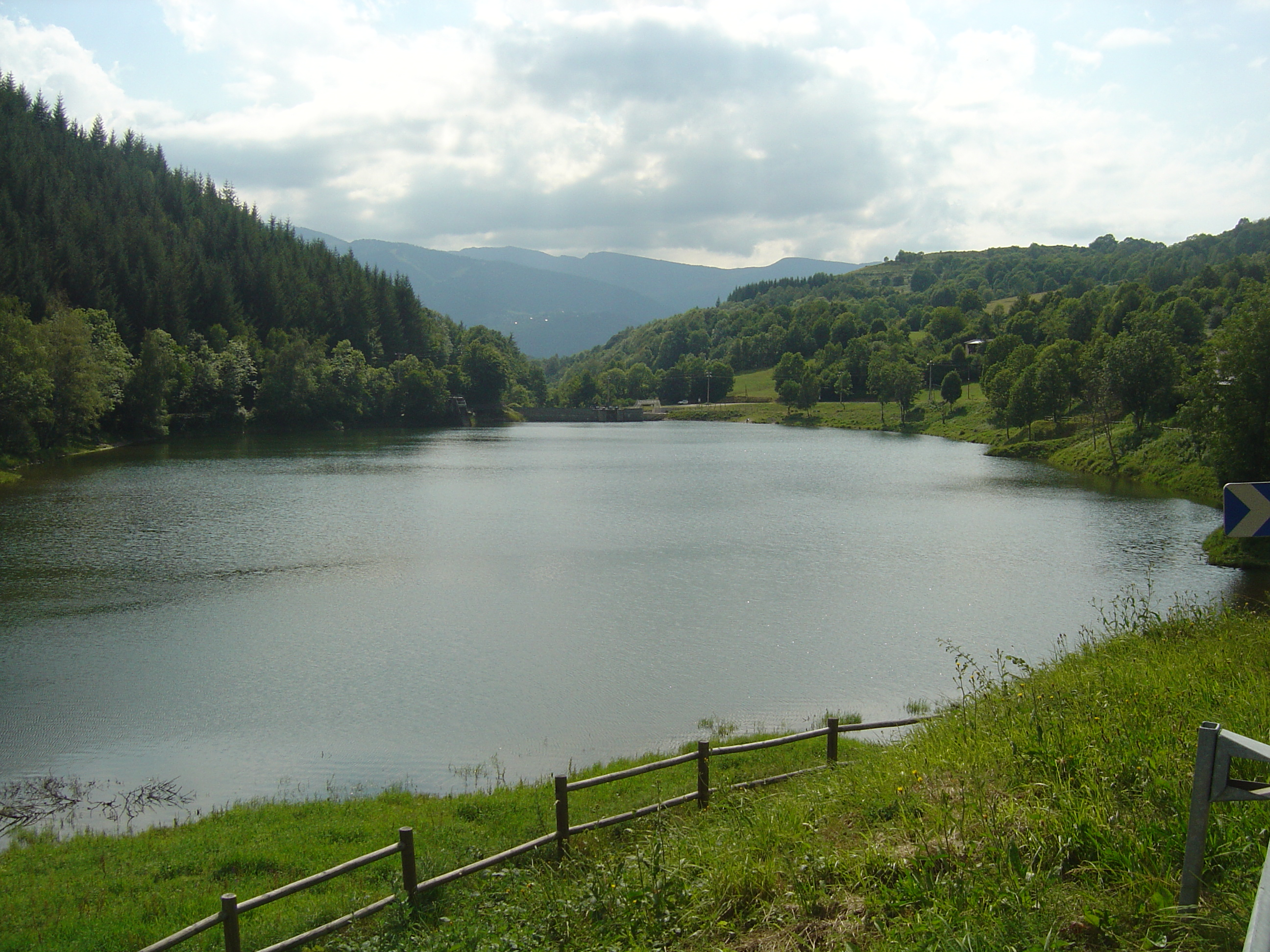
Der Col de Paihères und der Gebirgssee Étang de Goulours bei Ascou
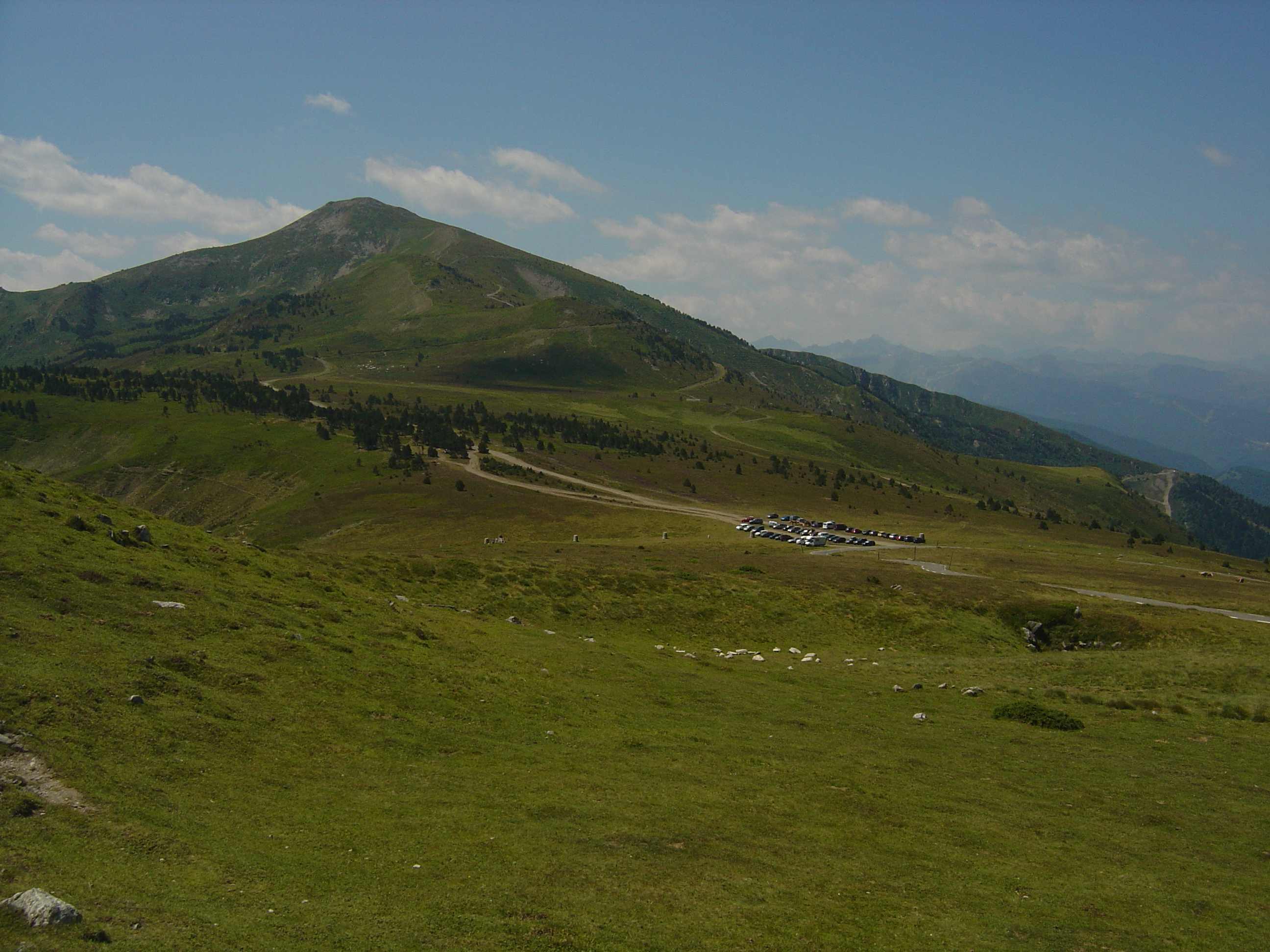
Der Col de Paihères mit der Erhebung Pic de Tarbésou zwischen Mijanès und Ascou